# Jerzy Żłobnicki
Jerzy Żłobnicki (ur. 18 kwietnia 1902, zm. ?) – polski urzędnik konsularny i dyplomata.

## Życiorys
W 1931 wstąpił do polskiej służby zagranicznej w której m.in. pełnił funkcje: praktykanta konsularnego w MSZ (1931), w ambasadzie w Paryżu (1931–1932), i w konsulacie w Strasburgu (1932–1933); urzędnika w MSZ (1934–1938) oraz attaché ambasady RP w Paryżu (1939–1940). Prace te kontynuował w charakterze wicedyrektora Biura Polskiego (Office Polonaise) a zarazem kierownika miejscowej delegatury w Marsylii (1940–1941), p.o. kierownika delegatury francuskiego Biura Administracji Polaków (Bureau d’Administration des Polonais) (1941–1944), konsula RP w Marsylii (1944–1945), I sekretarza ambasady w Paryżu (1945). Władze francuskie zatrudniły go w charakterze doradcy technicznego w Biurze Opieki nad uchodźcami i bezpaństwowcami francuskiego MSZ (1945–1948). Był też doradcą do spraw polskich w Międzynarodowej Organizacji Uchodźców (International Refugees Organization – IRO) w Paryżu (1948–1952).
Był też zastępcą szefa okręgu Południe Polskiej Organizacji Walki o Niepodległość we Francji (1940–1944).